# Тюниково
Тюниково — село в Бутурлиновском районе Воронежской области.
Входит в состав Великоархангельского сельского поселения.

## География

### Улицы
- ул. 9 Января,
- ул. Воронежская,
- ул. Садовая,
- ул. Советская.

## Население
| 1859 | 1897 | 2010 |
| ---- | ---- | ---- |
| 626  | ↗911 | ↘128 |